# 2002-es Formula–1 magyar nagydíj
A magyar nagydíj volt a 2002-es Formula–1 világbajnokság tizenharmadik futama.

## Futam
|    | Rsz. | Versenyző            | Csapat           | Körök | Idő/Kiesések | Start | Pontok |
| -- | ---- | -------------------- | ---------------- | ----- | ------------ | ----- | ------ |
| 1  | 2    | Rubens Barrichello   | Ferrari          | 77    | 1:41:49.001  | 1     | 10     |
| 2  | 1    | Michael Schumacher   | Ferrari          | 77    | +0.434       | 2     | 6      |
| 3  | 5    | Ralf Schumacher      | Williams-BMW     | 77    | +13.356      | 3     | 4      |
| 4  | 4    | Kimi Räikkönen       | McLaren-Mercedes | 77    | +29.479      | 11    | 3      |
| 5  | 3    | David Coulthard      | McLaren-Mercedes | 77    | +37.800      | 10    | 2      |
| 6  | 9    | Giancarlo Fisichella | Jordan-Honda     | 77    | +1:08.804    | 5     | 1      |
| 7  | 8    | Felipe Massa         | Sauber-Petronas  | 77    | +1:13.612    | 7     |        |
| 8  | 14   | Jarno Trulli         | Renault          | 76    | +1 Kör       | 6     |        |
| 9  | 7    | Nick Heidfeld        | Sauber-Petronas  | 76    | +1 Kör       | 8     |        |
| 10 | 10   | Szató Takuma         | Jordan-Honda     | 76    | +1 Kör       | 14    |        |
| 11 | 6    | Juan Pablo Montoya   | Williams-BMW     | 76    | +1 Kör       | 4     |        |
| 12 | 12   | Olivier Panis        | BAR-Honda        | 76    | +1 Kör       | 12    |        |
| 13 | 17   | Pedro de la Rosa     | Jaguar-Cosworth  | 75    | +2 Kör       | 15    |        |
| 14 | 25   | Allan McNish         | Toyota           | 75    | +2 Kör       | 18    |        |
| 15 | 24   | Mika Salo            | Toyota           | 75    | +2 Kör       | 17    |        |
| 16 | 23   | Mark Webber          | Minardi-Asiatech | 75    | +2 Kör       | 19    |        |
| Ki | 22   | Anthony Davidson     | Minardi-Asiatech | 58    | Kipördülés   | 20    |        |
| Ki | 15   | Jenson Button        | Renault          | 30    | Kipördülés   | 9     |        |
| Ki | 16   | Eddie Irvine         | Jaguar-Cosworth  | 23    | Motor        | 16    |        |
| Ki | 11   | Jacques Villeneuve   | BAR-Honda        | 20    | Erőátvitel   | 13    |        |

## A világbajnokság élmezőnyének állása a verseny után
| H  | Versenyzők         | Pont | H  | Konstruktőrök    | Pont |
| -- | ------------------ | ---- | -- | ---------------- | ---- |
| 1. | Michael Schumacher | 112  | 1. | Ferrari          | 157  |
| 2. | Rubens Barrichello | 45   | 2. | Williams-BMW     | 80   |
| 3. | Juan Pablo Montoya | 40   | 3. | McLaren-Mercedes | 54   |
| 4. | Ralf Schumacher    | 40   | 4. | Renault          | 15   |
| 5. | David Coulthard    | 34   | 5. | Sauber-Petronas  | 11   |

## Statisztikák
Vezető helyen:
- Rubens Barrichello: 76 (1-32 / 34-77)
- Ralf Schumacher: 1 (33)

Rubens Barrichello 3. győzelme, 5. pole-pozíciója, Michael Schumacher 49. (R) leggyorsabb köre.
- Ferrari 155. győzelme.

Anthony Davidson első versenye.